# Arthur Zanetti
Arthur Nabarrete Zanetti (16 de abril de 1990 en São Caetano do Sul, Brasil) es un gimnasta artístico brasileño, especialista en el ejercicio de anillas, con el que ha logrado ser campeón olímpico en Londres 2012 y plata en Río 2016, y campeón del mundo en 2013, y subcampeón del mundo en 2011, 2014 y 2018.

## Carrera
Zanetti es un especialista en ejercicios de anillas. De vez en cuando compite en los ejercicios de suelo y salto.
Originó una habilidad, que lleva su nombre en el código de puntuación desde 2013.

### 2009
Zanetti compitió en el Campeonato Mundial de Gimnasia Artística de 2009 en Londres. Clasificó en octavo para los Anillos finales y se colocó cuarto en los Eventos Finales, anotando 15,325. Este fue su mejor resultado de ese año.

### 2011
Ganó la medalla de oro en la modalidad anillos en la Universiada de 2011, en Shenzhen, China, con una puntuación de 15,600. Fue la primera medalla de gimnasia artística masculina de Brasil en esta competición. Meses más tarde, en el Mundial, terminó como subcampeón, superado por el chino Yibing Chen. En los Juegos Panamericanos de 2011, se colocó de nuevo en segundo lugar en su especialidad, además de ganar la medalla de oro (sin precedentes para Brasil) por equipos.

### 2012
En los Juegos Olímpicos de 2012 ganó la medalla de oro en la gimnasia, categoría anillas, en 6 de agosto de 2012.

### 2016
En los Juegos Olímpicos de 2016 ganó la medalla de plata en las anillas.

## Palmarés deportivo
2016 
- Juegos Olímpicos de Río de Janeiro

 Plata en las anillas
2015 
- Panamericanos Toronto, Canadá 2015

 Oro en anillas
 2014 
- Campeonato Mundial de Gimnasia Artística

 Plata en las anillas
 2013 
- Campeonato Mundial de Gimnasia Artística[16]

 Oro en las anillas
 2012 
- Juegos Olímpicos de Londres

 Oro en las anillas
 2011 
- Juegos Pan-americanos de Guadalajara

 Oro por equipo
 Plata en las anillas
- Universíades, China

 Oro en las anillas
- Campeonato Mundial de Gimnasia de 2011

 Plata en anillas